# Wolfgang Wienand
Wolfgang Wienand (* 22. února 1972 Kolín nad Rýnem, Německo) je bývalý německý sportovní šermíř, který se specializoval na šerm fleretem. Německo reprezentoval v devadesátých letech. Na olympijských hrách startoval v roce 1996 a 2000 v soutěži jednotlivců a družstev. V soutěži jednotlivců se na olympijských hrách 1996 probojoval do semifinále a obsadil čtvrté místo. V roce 1999 obsadil třetí místo na mistrovství světa v soutěži jednotlivců a v roce 1998 obsadil druhé místo na mistrovství Evropy. S německým družstvem fleretistů vybojoval v roce 1998 titul mistrů Evropy.